# Yefim Afanasyevich Shchadenko
Yefim Afanasyevich Shchadenko (tiếng Nga: Ефим Афана́сьевич Щаде́нко; 27 [lịch cũ 12] tháng 9 năm 1885, làng Kamenskaya, nay là thị trấn Kamensk-Shakhtinsky, Đế quốc Nga - 6 tháng 9 năm 1951, Moskva), hay Yukhim Afanasiyovich Shchadenko (tiếng Ukraina: Юхим Афанасійович Щаденко), là một nhà cách mạng, chính khách, sĩ quan chính trị cao cấp Liên Xô, hàm Thượng tướng (1942), thành viên của Đảng Công nhân Dân chủ Xã hội Nga (Bolshevik) từ năm 1904.
Giai đoạn 1930-1934, ông là thành viên của Ủy ban Kiểm tra Trung ương, năm 1939-1941 là thành viên của Ủy ban Trung ương của CPSU (b), từ năm 1941 là ủy viên dự khuyết Ủy ban Trung ương của CPSU (b). Phó chủ tịch Xô viết Tối cao Liên Xô khóa I (1937-1946).

## Tiểu sử
Ông sinh ra tại làng Kamenskaya (nay là thị trấn Kamensk-Shakhtinsky, huyện Kamensky vùng Rostov) trong một gia đình thuộc tầng lớp lao động người Ukraina. Sau khi tốt nghiệp hai lớp ở một trường dòng, ông nghỉ học đi làm thợ may để sinh kế. Ông từng sống ở các thành phố Rostov-on-Don, Baku, Pyatigorsk. Tháng 4 năm 1904, ông gia nhập tổ chức thống nhất của Đảng Dân chủ Xã hội. Trong cuộc cách mạng 1905-1907, ông sống ở Baku, nơi ông tham gia tổ chức một cuộc bãi công kéo dài khoảng hai tháng.
Mùa thu năm 1906, ông chuyển đến Vladikavkaz, nơi ông cũng làm việc như một thợ may. Tại đây, ông đã tạo ra các tổ chức bí mật của Bolshevik trong các xưởng may và trung đoàn bộ binh Absheron. Trong các tiệm may, ông cũng tổ chức công đoàn Igla, thường xuyên tổ chức các cuộc đình công. Năm 1907, dựa vào Igla, ông đã tổ chức một cuộc mít tinh lớn vào Ngày tháng Năm, nơi mà một cuộc xung đột lớn nổ ra giữa những người tham gia của nó và các thành viên của tổ chức phong trào Trăm đen. Shchadenko, với tư cách là người tổ chức cuộc mít tinh, đã bị đe dọa bắt giữ, do đó ông buộc phải rời đến Kamenskaya. Không có sự tổ chức của ông, các nhóm bí mật mà ông tổ chức, đã tan rã.
Tại Kamenskaya, vào ngày 20 tháng 8 năm 1907, một cuộc đình công của những người thợ đóng giày đã được tổ chức, cuộc đình công này đã bị chính quyền giải tán. Những người tổ chức, bao gồm cả Shchadenko, đã bị bắt, nhưng ngay sau đó được thả do thiếu bằng chứng.
Năm 1907, ông tổ chức hiệp hội thợ may Kamenskoe đầu tiên, hoạt động theo nguyên tắc công xã, kết quả là bốn xưởng tư nhân đã bị phá hủy. Do tiếp tục hoạt động cách mạng, ông bị cảnh sát theo dõi và buộc phải lẩn trốn vào năm 1908 tại nhà ga Kavkazskaya. Ở đó, ông lại làm thợ may và vận động giữa các nhóm công nhân. Vì hoạt động cách mạng năm 1913, ông bị kết án hai năm và bị giam giữ trong nhà tù của thành phố Armavir.
Tháng 8 năm 1914, các binh sĩ của sư đoàn long kỵ binh dự bị đóng gần nhà tù đã giải tán các cai ngục và giải thoát các tù nhân. Những người lính ngự lâm không bị trừng phạt, nhưng bị đưa ra mặt trận. Chính thời gian này, Shchadenko đã gặp một hạ sĩ quan kỵ binh có tên là Semyon Budyonny.
Sau khi được giải thoát, Shchadenko trở về quê hương. Từ tháng 2 năm 1917, ông là Chủ tịch Ủy ban Kamensk của RSDLP (b). Trong Cách mạng Tháng Mười năm 1917, ông ở Petrograd với tư cách là đại biểu của Đại hội II toàn Nga của các đại biểu công nhân và binh lính Xô Viết, tại đó Hội đồng Dân ủy được thành lập. Khi trở về Kamenskaya, ông đã tổ chức các đội Cận vệ Đỏ và tham gia vào việc đánh bại các trung tâm phản cách mạng trên vùng Sông Don.

### Nội chiến
Tháng 1 năm 1918, ông được bầu làm thành viên của Ủy ban Quân sự Cách mạng Sông Don. Từ tháng 5 đến tháng 6 năm 1918, một đội Cận vệ Đỏ rút về Tsaritsyn với các trận chiến. Trong những trận chiến này, Shchadenko bị thương ở tay và vai. Tại Tsaritsyn, vào ngày 23 tháng 7 năm 1918, từ các bộ phận của tập đoàn quân 3 và 5, cũng như các đội Cận vệ Đỏ của các quận Donetsk và Morozov, một nhóm quân sự được thành lập dưới sự chỉ huy của Kliment Voroshilov, vốn phải đối mặt với nhiệm vụ bảo vệ Tsaritsyn.
Vào ngày 16 tháng 8 năm 1918, Shchadenko được bổ nhiệm làm chính ủy của các đơn vị quân sự của mặt trận Tsaritsyn. Trong năm tháng ở thành phố, ông đã thành lập Trung đoàn bộ binh Gromoslavsky, Trung đoàn Nông dân nghèo, 48 đại đội hành quân, 12 phân đội, 23 đội súng máy, 8 khẩu đội, cũng như Sư đoàn Donetsk-Morozov số 1. Ông cũng trực tiếp tham chiến trong một số trận chiến.
Từ tháng 11 năm 1918 đến tháng 1 năm 1919, ông là đại biểu đặc biệt của Hội đồng quân nhân cách mạng Tập đoàn quân 10. Từ 28 tháng 1 đến 15 tháng 6 năm 1919, là thành viên của Hội đồng Quân nhân Cách mạng Mặt trận Ukraina.
Ông là một trong những người thành lập Tập đoàn quân Kỵ binh 1. Vào ngày 17 tháng 11 năm 1919, Hội đồng quân nhân cách mạng Phương diện quân Nam quyết định thành lập một đội quân dưới quyền chỉ huy của S.M. Budyonny trên cơ sở Quân đoàn kỵ binh 1, bổ sung thêm các sư đoàn kỵ binh 4, 6 và 11, cũng như các đơn vị và tiểu đơn vị khác. Từ tháng 11 năm 1919 đến tháng 7 năm 1920, Shchadenko là thành viên của Hội đồng quân nhân cách mạng Tập đoàn quân kỵ binh số 1. Vì đã tham gia các trận chiến với tư cách là một phần của tập đoàn quân, Ủy ban Chấp hành Trung ương toàn Nga đã được trao tặng ông một chiếc đồng hồ vàng.
Từ 16 tháng 7 đến 8 tháng 10 năm 1920, ông là thành viên của Hội đồng quân nhân cách mạng Tập đoàn quân kỵ binh 2, trong đó ông trực tiếp chỉ huy đánh bại các nhóm thổ phỉ Nestor Makhno. Đầu tháng 10 năm 1920, ông được triệu hồi từ mặt trận về Moskva và được đưa đi điều trị tại một viện điều dưỡng.
Ông tham gia hầu hết các trận chiến thắng lớn nhất của Hồng quân trước quân của Denikin, Petlyura và Wrangel. Ông nổi tiếng với tư cách là một trong những anh hùng của Nội chiến, đồng thời cũng trở thành bạn thân và đồng minh của Semyon Budyonny và Kliment Voroshilov...

### Thời kỳ giữa các cuộc chiến
Từ tháng 10 năm 1921 đến tháng 2 năm 1922, ông tạm thời giữ chức vụ chỉ huy Sư đoàn Đặc nhiệm số 2 Donetsk. Ông tốt nghiệp hai khóa Học viện Quân sự Hồng quân (1923). Trong thời gian học tại học viện, ông đã được trao tặng Huân chương Cờ đỏ, do chính Stalin và Voroshilov trao tặng vào ngày 10 tháng 4 năm 1922 vì những chiến công vào năm 1918. Đồng thời, ông phải trải qua một cuộc phẫu thuật cắt bỏ quả thận phải, điều này không cho phép ông hoàn tất khóa học của mình.
Ngày 1 tháng 4 năm 1924, ông được bổ nhiệm làm thanh tra chính trị kỵ binh Hồng quân. Trên cương vị này, ông tham gia cuộc cải cách quân đội 1924-1925.
Ngày 1 tháng 9 năm 1926, ông được cho nghỉ dài hạn vì lý do sức khỏe. Tháng 1 năm 1927, ông được chuyển giao về Tổng cục Nhân lực Hồng quân. Ông vẫn tiếp tục điều trị, kể cả ở Đức, nhưng không đỡ. Trong thời gian bị bệnh, ông đã tham gia vào công việc văn thư, viết lịch sử của Tập đoàn quân Kỵ binh 1, tuy nhiên, tác phẩm này không được xuất bản.
Tháng 3 năm 1930, ông được bổ nhiệm làm trợ lý chính trị cho lãnh đạo Học viện Quân sự MV Frunze. Từ tháng 12 năm 1936 - Phó Tư lệnh Chính trị kiêm Trưởng phòng Chính trị Quân khu Kharkov. Từ tháng 5 năm 1937 - thành viên Hội đồng Quân sự của Quân khu Kiev, 23 tháng 11 năm 1937 - Phó ủy viên nhân dân Quốc phòng Liên Xô và Trưởng Ban Chỉ huy và Kiểm soát của Hồng quân. Đồng thời, từ tháng 3 năm 1938 đến tháng 7 năm 1940, ông là Ủy viên Hội đồng Quân chính của Hồng quân.

### Chiến tranh vệ quốc vĩ đại
Trong Chiến tranh Vệ quốc vĩ đại, ông là Phó ủy viên nhân dân Quốc phòng Liên Xô, lãnh đạo Tổng cục Quân lực của Hồng quân (Glavupraform) (08.08.1941 - 20.05.1943), thành viên Hội đồng quân sự Phương diện quân Nam (26 tháng 9 - 20 tháng 10 năm 1943), Phương diện quân Ukraina 4 (20 tháng 10 năm 1943 - 13 tháng 1 năm 1944). Năm 1944, ông chuyển sang ngạch dự bị, chịu sự quản lý của Tổng cục Chính trị Hồng quân và không giữ bất kỳ chức vụ nào kể từ đó.
Sau khi ông qua đời, thi hài ông được chôn cất ở Moskva tại nghĩa trang Novodevichy.

### Gia đình
Ông đã kết hôn với Maria Aleksandrovna Denisova-Shchadenko (1894, Kharkov - 1944, Moskva), một nhà điêu khắc tượng đài, hình tượng nàng thơ trong bài thơ "Đám mây mặc quần" của Mayakovsky. Bà tự sát năm 1944.

## Nhận xét
- "Anh ấy là một người đòi hỏi cao và là một nhà tổ chức khéo léo" (Nguyên soái Liên Xô G.K. Zhukov)[6]
- "Shchadenko là một người rất thô lỗ về hình thức và nhân đạo về nội dung" (Thiếu tướng A.F. Sergeyev)[7].

## Giải thưởng
- 4 Huân chương Lenin (23/02/1935, 22/02/1938, ?, 21/02/1945)
- 4 Huân chương Cờ đỏ (1922, 22.02.1930, 03.11.1944, 1947[8])
- Huân chương Suvorov hạng 2 (19.03.1944[9])
- Huân chương Sao đỏ

## Lược sử cấp bậc
- Chính ủy Quân đoàn (28.11.1935)
- Chính ủy Tập đoàn quân bậc 2 (30/12/1937)
- Chính ủy Tập đoàn quân bậc 1 (02/08/1939)
- Thượng tướng (6.12.1942)

## Khảo luận
- Красный Верден и металлист Ворошилов // Первая конная в изображении её бойцов и командиров: Сб.. — М.-Л.: Гос. изд-во. Отдел воен. лит-ры, 1930. — С. 92—97.
- Начдив 6 // Первая конная в изображении её бойцов и командиров: Сб.. — М.-Л.: Гос. изд-во. Отдел воен. лит-ры, 1930. — С. 104—113.
- Через Донбасс к Ростову // Как мы освобождали Ростов: Сб. / Под ред. П. Я. Ивангородского. — Ростов-на-Дону: Азчериздат, 1935. — С. 53—55.
- Почему побеждала Первая Конная // Огонёк. — 1935. — № Специальный номер: 15 лет Первой Конной армии. — С. 14—27.
- Славное двадцатилетие // Красная звезда. — 1939. 6 февраля. — № 30 (4180). — С. 2.
- Сталин и Первая конная // Красная звезда. — 1939. 19 ноября. — № 265 (4415). — С. 2.
- Из записок о Николае Щорсе // Советская Украина. — 1958. — № 5. — С. 138—148.

## Tưởng niệm
Ông được đặt tên cho các đường phố ở Rostov-on-Don, Volgograd, Taganrog, Kamensk-Shakhtinsky, Kalitvenskaya, Zaporozhye (nay Niburovskaya), Lugansk, Simferopol, Kramatorsk (nay là Petr Sagaidachny), Dzerzhinsk (nay Gaidar), Kaliningrad, Stavropol và Красном Сулине [hy]. Ở Oryol có đoạn Shchadenko; phố ở g. Nalchik.

### Trong hội họa
- Năm 1961, ở Liên Xô, nhà xuất bản "IZOGIZ" đã phát hành một tấm bưu thiếp có hình Ye. Shchadenko.

## Văn chương
- Гуляев А. А. Е. А. Щаденко и репрессии в Красной армии в 1937—1938 гг. // Вопросы истории. — 2016. — № 10. — С. 145—152.
- Лазарев С. Е., Гуляев А. А. Любовь и ненависть Ефима Щаденко // Родина. — 2015. — № 1. — С. 132—134.
- Лазарев С. Е., Гуляев А. А. От портного до краскома // Военно-исторический журнал. — 2015. — № 1. — С. 45—51.
- Лазарев С. Е., Гуляев А. А. Последняя война Ефима Щаденко // Военно-исторический архив. — 2016. — № 8. — С. 178—191.